# Leptobrachium leishanense
Leptobrachium leishanense är en groddjursart som först beskrevs av Liu och Hu in Hu, Zhao 1973.  Leptobrachium leishanense ingår i släktet Leptobrachium och familjen Megophryidae. IUCN kategoriserar arten globalt som starkt hotad. Inga underarter finns listade i Catalogue of Life.